# Acanthobrama urmianus
Acanthobrama urmianus is een  straalvinnige vissensoort uit de familie van eigenlijke karpers (Cyprinidae). De wetenschappelijke naam van de soort is voor het eerst geldig gepubliceerd in 1899 door Günther als Abramis urmianus.
De soort staat op de Rode Lijst van de IUCN als Onzeker, beoordelingsjaar 2009.

## Synoniemen
- Abramis urmianus Günther, 1899
- Acanthalburnus urmianus (Günther, 1899)

## Voorkomen
De soort is endemisch in het stroomgebied van het Urmiameer in het noordwesten van Iran.